# Кумкент (городище)
Кумкент — средневековое городище, остатки которого обнаружены юго-западе аула Кумкент в 30 км от аула Шолаккорган Сузакского района Туркестанской области, вдоль дороги, ведущей в аула Саудакент. Исследован в 1946 году Центрально-Казахстанской археологической экспедицией (руководитель А. Маргулан), в 1947 году Южно-Казахстанской археологической экспедицией (руководитель  А. Н. Бернштам). По мнению А. Маргулана, Кумкент — это г. Камукент, название которого встречается в арабских источниках. В 13—14 веках был крупным торговым центром на караванном пути от Таласа до Сайрама. В Кумкенте была сторожевая башня. Базар находился за пределами башен. В 1253 году в путевых записках B. Рубрука, проходившего через Кумкент, город назван «Кинчат», По мнению археолога Г. Н. Пацевича, в 1256 году в Кумкенте останавливался армянский царь Гетум, отправленный к Мунке-хану. В настоящее время развалившаяся часть города превратилась в холм, высота 20 м, протяженность с северо-востока на юго-запад 450 м, с северо-запада на юго-восток — 300 м. Площадь верхней площадки 200×160 м. Средняя высота забора, построенного вдоль северо-западной и юго-восточной стен, составляет 0,5 м. В южной части обнаружено место крепости, площадью 28×30 м, высота 0,5—1 м. На внешней стороне городища сохранилось место башни высота 1,5—2 м. Окружен рвом, ширина 10—20 м. При раскопках в 50-х гг. XX в. найдены остатки множество сооружений. Обнаруженный материал — посуда, кольца, головки веретен и др. Датируется X—XV вв.